# San Gavino

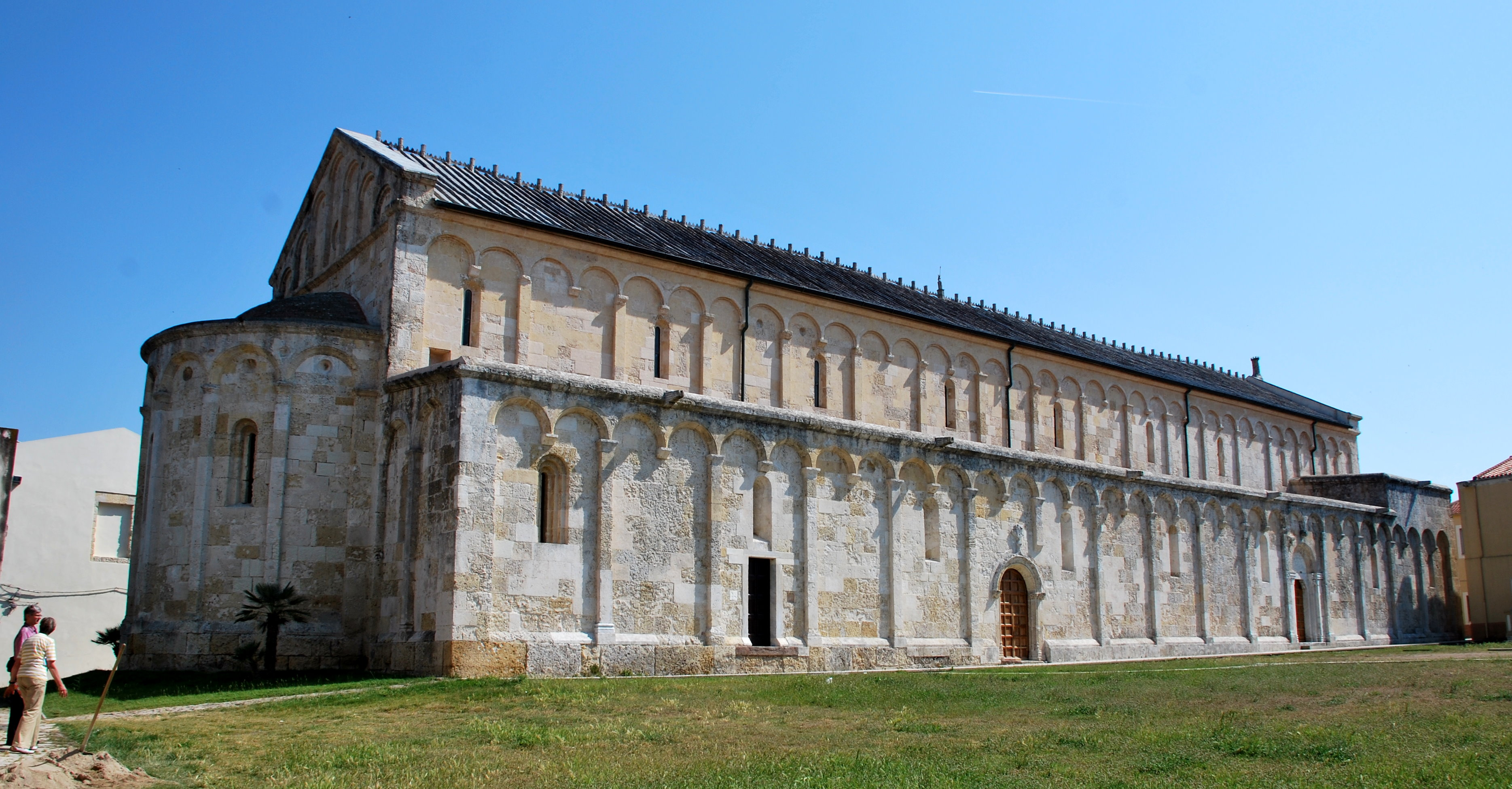
Außenansicht

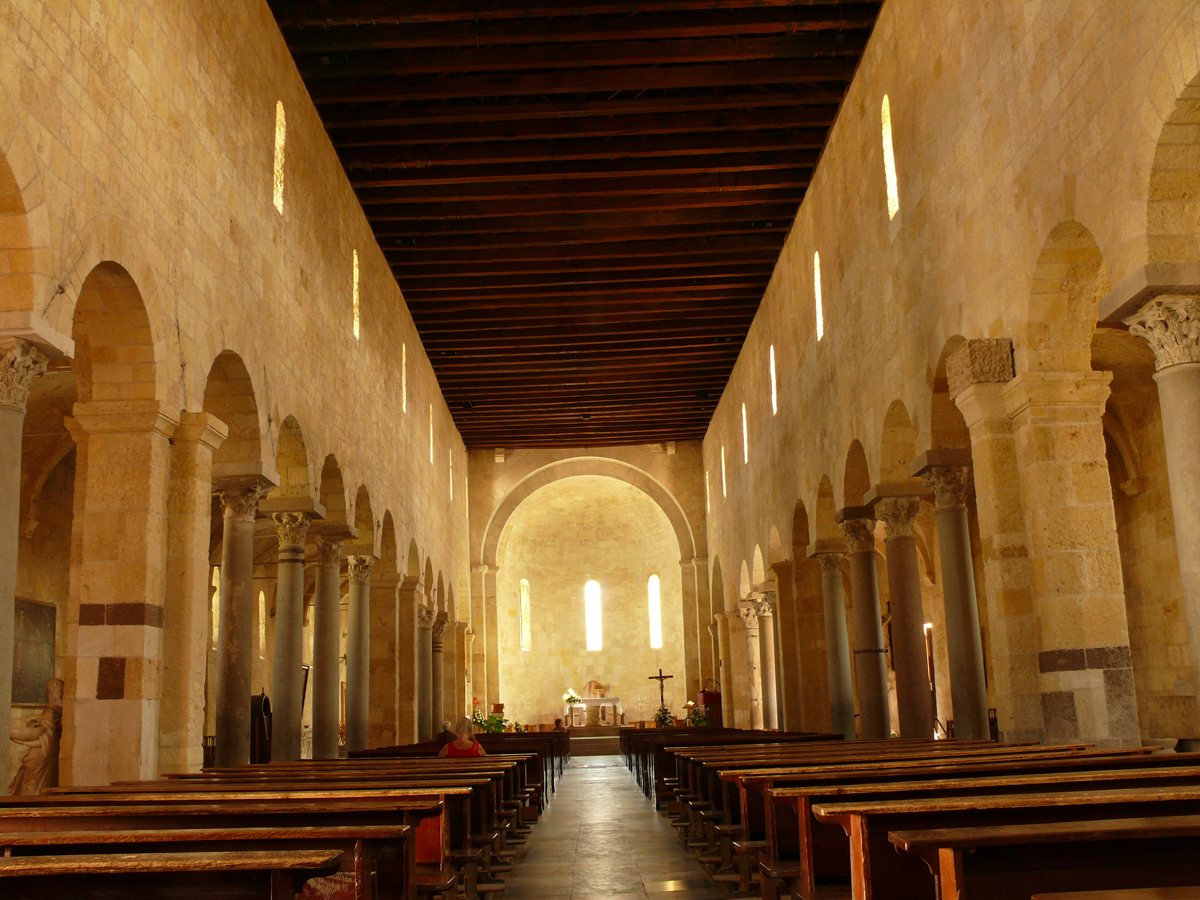
Das Innere der Basilika

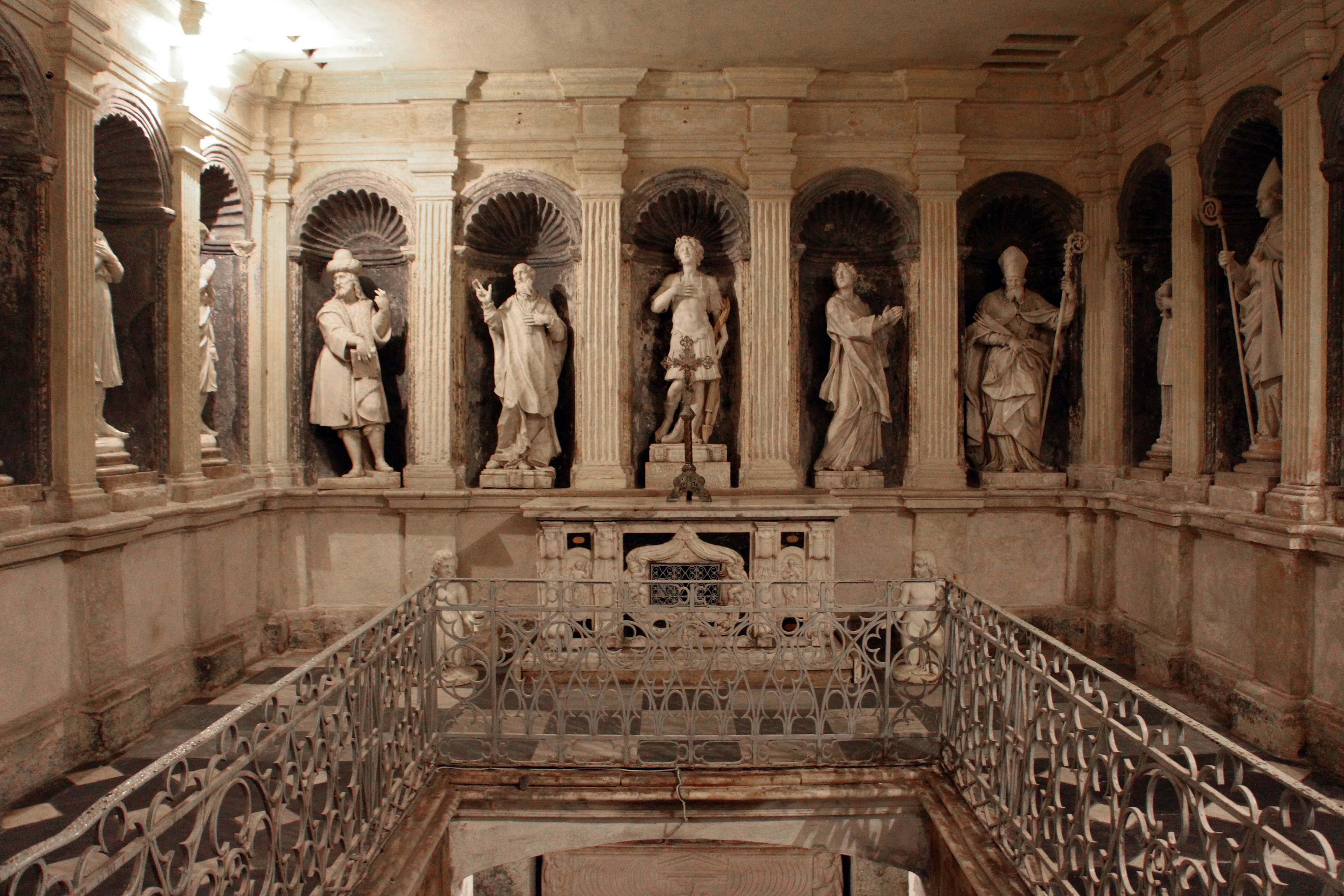
Die Krypta

Die Basilika San Gavino in Monte Angellu, einem Ortsteil von Porto Torres in der Metropolitanstadt Sassari, stammt aus dem 11. Jahrhundert und ist die größte romanische Kirche auf Sardinien. Die ehemalige Kathedrale wurde im frühen toskanischen Stil errichtet. Der Hl. Gavinus ist einer der „Nationalheiligen“ der Insel. Nach ihm nennen die Sarden seinen Todesmonat Oktober, den Santu gavinu.

## Baugeschichte
Während die Hegemonie der Viktoriner im Judikat Cagliari zur Erstarrung des Kunstbetriebes führte, nahm das Judikat Torres an der Entwicklung der romanischen Baukunst auf dem italienischen Festland teil. So wurde eines der wichtigsten Bauwerke der frühtoskanischen Architektur in Porto Torres errichtet, wo bis 1441 ein Bischof residierte.
San Gavino oder Santu Bainzu 'e portu, wie die Sarden die Basilika am Hafen nennen, ist heute die größte, besterhaltene und bedeutendste pisanische Kirche aus der Zeit, bevor die Baumeister Busketos (Buscheto) und Rainaldo mit der Errichtung des Domes von Pisa jenen farbenprächtigen Stil prägten, der gemeinhin unter „pisanisch“ verstanden wird. Die Anfänge des Bauwerks reichen in die Mitte des 11. Jahrhunderts zurück, da San Gavino bereits in der Zeit des Richters Barison I. von Torres (1063–1065) urkundlich erwähnt wird. Die Inschrift eines Guido de Vada mit der Jahreszahl 1111 auf der Basis einer Lisene ist sicher nach der Fertigstellung der Basilika angebracht worden.
Wie eine sardische Handschrift von 1470 berichtet, holte man für den Bau der Kirche „die elf vorzüglichsten und besten Steinmetze und Maurer, die man in Pisa auftreiben konnte“. Der unbekannte Baumeister stammte sicher aus Pisa, obwohl er fremde Anregungen aufgriff und zu einer Synthese traditioneller Bauweisen führte. Der Zeit gemäß legte er den Bau nach dem Schema früher Basiliken dreischiffig an.

## Innenraum
Das Raumgefühl ist durch das breite, hohe Mittelschiff und die schmalen, niedrigen Seitenschiffe wiedergeben. Schlanke Säulenreihen, deren Rhythmus in unregelmäßigen Abständen von Kreuzpfeilern unterbunden wird, sind durch kurze Bögen verbunden. In toskanischer Weise verwendete man römische Säulen aus Marmor und Granit, deren Vielfalt an Formen und Farbtönungen der feierlichen Einförmigkeit des Quaderwerks eine verhaltene Fröhlichkeit entgegensetzt. Die schlichten quadratischen Steinplatten (Abaken) über den Kapitellen, die auch in den toskanischen Kirchen des 11. Jahrhunderts (z. B. San Piero a Grado) und im Dom von Pisa anzutreffen sind, wurden während des 12. Jahrhunderts auf Sardinien und in der Toskana von nahezu allen Kirchen übernommen. Im Gegensatz zu dem mit Balken gedeckten Grundtypus der toskanischen Kirchen besitzt hier nur das Mittelschiff eine Balkendecke. In den Seitenschiffen lassen die Kreuzgewölbe mit den unverzierten niedrigen Gurtbögen lombardischen Einfluss erkennen.

## Außenansicht

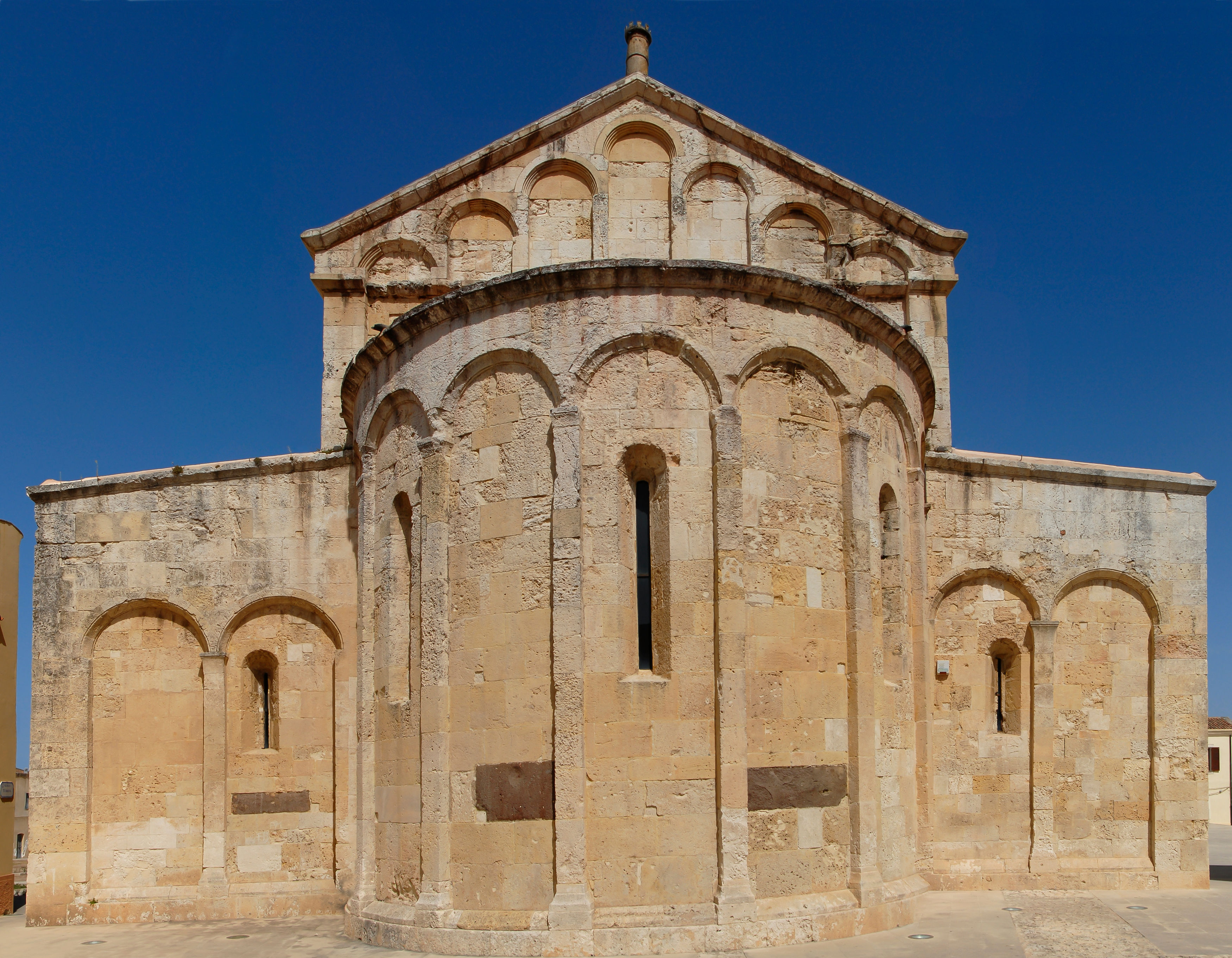
Ostapsis der Basilika

Die monotone Abfolge der inneren Bogenreihen setzt sich in den weiten geschmeidigen Blendbögen der Außenwände fort. Ober- und unterhalb der flachen Pultdächer der Seitenschiffe werden die Bögen in Zweierabständen von flachen Lisenen getragen. Dieser Doppeltakt des Blendbogenfrieses zeigt sich auch an den Apsiden der Kirche San Piero a Grado. Auf Sardinien wurde das Motiv in zahlreichen späteren Kirchen kopiert, so in San Simplicio in Olbia und Santa Giusta. Die Vielzahl der Querrippen des Bleidaches verstärkt die perspektivische Wirkung des gestreckten Baukörpers. Alle Details fügen sich in San Gavino zu einem harmonischen Ganzen von einer sublimen Feierlichkeit, deren Ursache auch in der unsardischen Großzügigkeit der etwa 55 m langen Anlage liegt.

## Grundriss
Eine Eigenart im Grundriss sind die beiden endständigen Apsiden des Mittelschiffs. Man nimmt an, dass sich die Form aus liturgischen Gründen ergab. Die Priester nehmen seit jeher die Konsekration mit dem Gesicht nach Osten (Sonnenaufgang) vor. Hierbei wandten sie sich nach frühchristlichem Brauch der Gemeinde zu, so dass bei den älteren Kirchen die Apsis im Westen liegt. Seit dem 5. Jahrhundert schreibt die Liturgie vor, dass der Priester der Gemeinde den Rücken zukehrt, wodurch die Ostapsis eingeführt wurde. Bei San Gavino, gehörte die Westapsis jedoch zweifellos zum ursprünglichen Plan. Dies zeigt das schwach angedeutete Querhaus, was sich auch im Plan Buschetos, für den Dom von Pisa findet. Nach einer lange gültigen These hätten Eingang und Fassade zunächst im Osten, etwa in Höhe der beiden östlichen Kreuzpfeiler gelegen. Später sei die Basilika um die vier östlichen Säulenpaare und die Ostapsis erweitert und damit der geltenden Liturgie angepasst worden.

## Bauplastik
In der Tat verraten viele Details des Osttraktes den plastischen lombardischen Stil, etwa die Rundbogenfenster mit abgetreppten, statt glatten Lichtschrägen oder die Majolikamedaillons. Auch die beiden einzigen romanischen Kapitelle findet man hier. Eines davon ahmt inmitten von Blatt-, Herz- und Volutenmotiven die Taubenreliefs der im Westtrakt als Spolien verbauten frühchristlichen Kapitelle nach. Der Vergleich der Tauben mit denen im Nordwestportal bestätigt ebenfalls den lombardischen Einfluss. Dieses Portal wurde im Jahre 1492 an seinen heutigen Platz versetzt, als katalanische Bauleute das große Süd- und das Nordostportal einfügten.

## Ausgrabungen
Grabungen im Innern von San Gavino ergaben keine Bestätigung für die erste Hypothese, da man in der Höhe der beiden östlichen Kreuzpfeiler nicht die Fundamente der ehemaligen Fassade fand, sondern die Reste einer dreischiffigen frühchristlichen Basilika mit Westapsis. Eine andere These geht davon aus, dass San Gavino von Anfang an als Doppelapsisbau geplant war, und zwar mit dem Hauptaltar in der Mitte, wo er noch Anfang des 17. Jahrhunderts stand. Diese Vermutung hat Auftrieb erhalten, seit 1978 beim Entfernen der Putzschichten an den Innenwänden eine Baunaht in der Höhe der beiden westlichen Kreuzpfeiler sichtbar wurde. Sie lässt vermuten, dass die Basilika in zwei Bauabschnitten. aber nach einheitlichem Plan errichtet wurde; hierbei beruft man sich auf die gedrungene Apsis sowie die niedrigen Bogenfenster und Arkaden im Osttrakt, um zu zeigen, dass der harmonischer gestaltete Westtrakt der jüngere sei. Die Baugeschichte von San Gavino ist aber keineswegs geklärt.
Wie bereits die im Westteil von San Gavino wieder verwendeten frühchristlichen Kapitelle zeigen, war die romanische Basilika nicht die erste Kirche an dieser Stelle. Als im Jahr 1614 der spanische Erzbischof von Sassari, Manca Cedrelles, im Innenraum von San Gavino Grabungen durchführen ließ, stieß man auf eine altchristliche Nekropole und die Reste von Vorgängerbauten. Eigentlich suchte er die Gebeine des turritanischen Märtyrers Gavinus und seiner Leidensgenossen Protus und Januarius, die der Überlieferung nach hier begraben wurden. Im Vorraum ist ein weiterer römischer Sarkophag aus dem 3. Jahrhundert aufgestellt, der in einem Relief zwischen den Eheleuten Apollon und die neun Musen zeigt. Eine byzantinische Monumentalinschrift im rechten Seitenschiff, eine der bedeutendsten Inschriften des 7. oder 8. Jahrhunderts auf Sardinien, preist den Sieg eines dux Constantinus über die Langobarden.